# Manchester Central
Manchester Central (dawniej GMEX) – centrum wystawienniczo-konferencyjne przebudowane z dawnego dworca kolejowego w Manchesterze w Anglii.
Budynek ma łukowaty dach o rozpiętości 210 ft (64,01 m) i jest to drugi, co do wielkości, dach tego rodzaju w Wielkiej Brytanii.
W maju 1969 roku, po 89 latach funkcjonowania jako dworzec, hala została zamknięta dla pasażerów. W latach 80. przebudowano budynek i odnowiony dworzec początkowo funkcjonował jako sala koncertowa i centrum wystawowe, znane jako G-Mex Centre lub GMEX (Greater Manchester Exhibition Centre). Po kolejnym remoncie w 2007 roku obiekt powrócił do dawnej nazwy Manchester Central.

## Historia

### Dworzec kolejowy Manchester Central

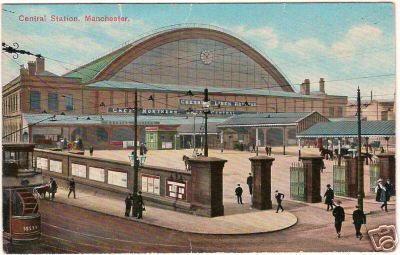
Rysunek starego dworca kolejowego Manchester Central z 1905 roku.

Kompleks był pierwotnie dworcem kolejowym znanym jako Manchester Central i był jednym z głównych terminali kolejowych miasta.
Hala dworca została zaprojektowana przez Johna Fowlera. Prace rozpoczęły się w październiku 1875 roku, a dworzec otwarto w lipcu 1880 roku. Stacja służyła wówczas jako stacja końcowa dla pociągów ekspresowych Midland Railway do London St Pancras. Dach stacji to duży, jednoprzęsłowy, łukowy dach stacji z kutego żelaza, rozciągający się na szerokość 210 ft (64 m), 550 ft (167,64 m) długości i 90 ft (27,43 m) wysokości. Dach ten był znanym elementem inżynierii kolejowej i jest drugim najszerszym, niepodpartym, żelaznym łukiem w Wielkiej Brytanii (pierwszym jest ten w London St Pancras).
W szczytowym okresie, w latach 30. XX wieku, przez stację przejeżdżało ponad 400 pociągów dziennie. Stacja działała przez 89 lat, przed jej zamknięciem w maju 1969 roku.

### Centrum GMEX

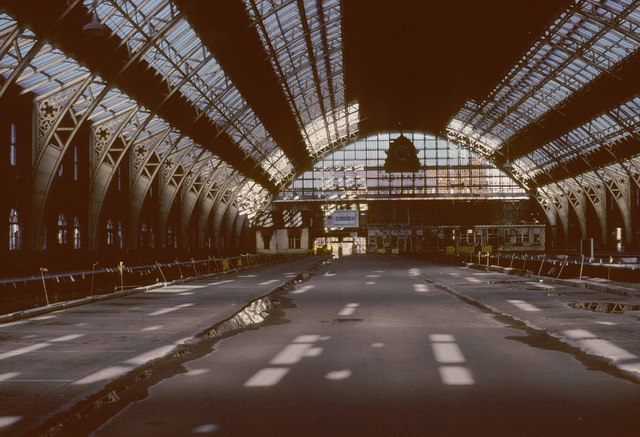
Wnętrze opuszczonej stacji przed remontem w 1982 roku.

W 1978 roku budynek został przejęty przez radę hrabstwa Wielki Manchester w celu przebudowy na salę koncertową. W 1982 roku prace budowlane podjął Alfred McAlpine. Sala miała ok. 10000 m² i można ją było podzielić na pomieszczenia o różnej wielkości przeznaczonych dla różnych wystaw. Początkowe prace budowlane koncentrowały się na naprawie konstrukcji i ponownym spoinowaniu muru, co zajęło 18 miesięcy. W 1986 roku, po czterech latach renowacji, królowa Elżbietę II oficjalnie otworzyła kompleks jako Greater Manchester Exhibition Centre (w skrócie G-Mex Centre).
G-Mex był głównym miejscem koncertów w Manchesterze od 1986 do 1995 roku. Jego pozycja jako miejsca koncertowego zmniejszyła się po otwarciu Manchester Arena w 1995 roku[wymaga weryfikacji?].
W 2001 roku dobudowano Manchester International Convention Centre (MICC), składające się z audytorium na 804 miejsc i sal konferencyjnych oraz z tzw. Great Northern Hall. W 2005 roku firmę zarządzającą kompleksem wykupiła rada miasta Manchesteru.

### Manchester Central
W styczniu 2007 roku obiekt został przemianowany na Manchester Central, przywołując pamięć o dawnym dworcu i przekształcony w centrum wystawienniczo-konferencyjne. Budynek został odnowiony kosztem 30 milionów funtów, a pierwsza faza tworzenia foyer trwała od lutego do listopada 2008 roku.
Druga faza, zakończona pod koniec 2009 roku, obejmowała rozbudowane foyer do zabytkowej Sali Centralnej II stopnia. Stara konstrukcja z przyciemnionego szkła została zburzona i zastąpiona przez konstrukcję z płaskim dachem, z przezroczystymi przeszkleniami, odsłaniającą bardziej oryginalną architekturę. Ostatnia faza, zakończona we wrześniu 2010 roku, koncentrowała się na tylnej części budynku. Zbudowano również nowe przestrzenie wystawiennicze i odnowiono pomieszczenia.
W 2020 roku kompleks stał się tymczasowym szpitalem polowym dla pacjentów z koronawirusem w stanie niekrytycznym.

## Wydarzenia

### G-Mex do 2005 roku
W czasach GMEX, miejsce to służyło do organizowania koncertów rockowych. Niedługo po oficjalnym otwarciu, w lipcu 1986 roku, Factory Records wykorzystało to miejsce na swój punkrockowy Festival of the Tenth Summer.
Swoje koncerty miały tu różne znane zespoły m.in.: U2 w czerwcu 1992, Metallica w listopadzie 1992 i The Cure w listopadzie 1992. G-Mex przestał organizować koncerty w 1997 roku, a jako ostatnie wystąpiły Oasis oraz Elbow.
W 2002 roku w G-Mex odbyły się również Igrzyska Wspólnoty Narodów w gimnastyce, podnoszeniu ciężarów, judo i zapasach.

### Od 2006
Po przejęciu przez radę miasta, po dziewięcioletniej przerwie, hala była ponownie używana do koncertów. W grudniu 2006, jeszcze w G-Mex, zagrali tutaj Snow Patrol oraz Morrissey. W 2007 roku m.in.: The Verve, Marilyn Manson, Manic Street Preachers i Arctic Monkeys. Swoje koncerty miało tu m.in. Placebo (w grudniu 2009), Arcade Fire (2010), Thirty Seconds to Mars (2010), deadmau5 (2010).
W 2009 i 2010 roku był gospodarzem etapów przesłuchań programu ITV The X Factor w Manchesterze. W grudniu 2012 roku gościł finały 9. serii The X Factor.
W sezonie snookerowym 2023/2024 zaplanowano tutaj dwa wydarzenia: Tour Championship 2024 oraz World Mixed Doubles 2024.